# Bandera de Sant Mori
La bandera oficial de Sant Mori (Alt Empordà) té la següent descripció:
Bandera apaïsada, de proporcions dos d'alt per tres d'ample, groga, amb un triangle amb la base en l'altura del pal i el vèrtex en la meitat de l'altura del vol, de color vermell, sobremuntat d'un altre triangle amb la mateixa base i el vèrtex en el punt mig de la bandera, de color groc i carregat d'un roc d'altura d'1/3 de la del drap, de color blau.
Els dos triangles sobreposats simbolitzen una punta de llança. La llança és el símbol del patró del poble, Sant Maurici. El roc és per la família Rocabertí, antics senyors feudals i marquesos de Sant Mori.
Va ser aprovada el 2 de desembre de 1992 i publicada en el DOGC el 18 de desembre del mateix any amb el número 1684.